# Sōtō

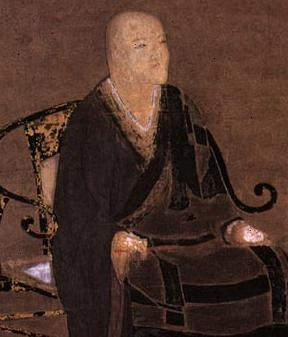
Dōgen Zenji, som förde Sōtō-shū till Japan.

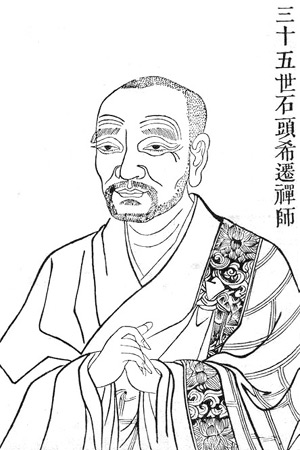
Shitou Xiqian

Sōtō-shū (曹洞宗) är den största av de tre huvudinriktningarna inom zen och fördes till Japan från Kina av Eihei Dogen (eller Dōgen Zenji) under den första hälften av 1200-talet. De två andra zenskolorna bevarade i dagens Japan är Rinzai-shu (臨済宗) och Ōbaku-shū (黄檗宗).
Sōtō-zen praktiseras precis som Rinzai-zen både i Japan och i västvärlden, och håller "Shikantaza" (只管打坐)  som central zazen-övning.
1996 bildades Soto Zen Buddhist Association i Nordamerika.  I Sverige finns verksamheten organiserad i Svenska Sotozenföreningen och har verksamhet på fyra orter: Göteborg, Lund, Stockholm och Uppsala. 

## Texter
Sōtō-zens viktiga texter.

### Sutras
Sōtō-zen vilar, liksom de andra riktningarna inom zen, på Prajnaparamita-sutran och andra allmänna Mahayana-sutror, som till exempel Lotussutran, Brahmajala-sutran och Lankavatara-sutran. 

### Särskilda Sōtō-zen-texter
Shih-t'ou Hsi-ch'ien's (Shitou Xiqien, Sekito Kisen, född 700, död 790) dikt "Sandokai" (engelska "The Harmony of Difference and Sameness" är ett tidigt uttryck för Zen-buddhismen som reciteras än i dag.
En dikt av Tung-shan Liang-chieh, grundaren av Sōtō-inriktningen, "Hôkyô Zammai" (engelska "Song of the Precious Mirror Samadhi" eller "The Song of the Jewel" tillhör också de klassiska texterna.
Tung-shan Liang-chieh s dikt "Five Ranks" som består av fem strofer kring utövandet av zen bör också nämnas.
Fukan Zazen-gi av Eihei Dogen innehåller instruktioner i Zazen och har lästs flitigt sedan 1200-talet.
Än mera läses nu för tiden Dogens "Shobogenzo" (engelska The True Dharma Eye, en samling av 300 kōan som Dogen färdigställde kort före sin död 1253.

## Fotnoter
1. ↑  Shikantaza innebär "ingenting utom (shikan) precis att (da) sitta (za)."